# بياس دي غرانادا
بلدية بياس دي غرانادا (بالإسبانية: Beas de Granada) هي بلدية تقع في مقاطعة غرناطة التابعة لمنطقة أندلوسيا جنوب إسبانيا.

## الديموغرافيا
بلغ عدد سكان بلدية بياس دي غرانادا 1.023 نسمة عام 2011 (وفقاً للمعهد الوطني الإسباني للإحصاء).
| 1.007 | 990 | 987 | 1.069 | 1.087 | 1.050 | 1.023 |